# Max Baer
Maximilian Adalbert Baer, noto come Max Baer e soprannominato Madcap Maxie (Omaha, 11 febbraio 1909 – Los Angeles, 21 novembre 1959), è stato un pugile e attore statunitense, campione mondiale dei pesi massimi nel 1934 scalzando dal trono Primo Carnera.

## Biografia

### Origini familiari
Max era figlio di Jacob Baer (1875-1938), un macellaio immigrato dalla Francia per metà ebreo ma non praticante e di Dora Bales (1877-1938), una cattolica di origini scozzesi ed irlandesi. Aveva per sorelle Fanny (1905-1991) e Bernice (1911-1987) e suo fratello era l'attore e pugile Buddy Baer (1915-1986), pseudonimo di Jacob Henry Baer. Max non venne circonciso né battezzato ma frequentò, sia pur molto raramente, la parrocchia cattolica. Prima che Bernice e Buddy nascessero la sua famiglia si trasferì in Colorado e, nel 1921, a Livermore (California), per dar vita a un allevamento di bovini.

### Carriera pugilistica

#### Gli inizi e la reputazione dikillerdel ring
Baer divenne pugile professionista nel 1929 e scalò rapidamente le posizioni del ranking. Nel 1930 una tragedia ne segnò la carriera. Il 25 agosto di quell'anno, mise KO con soli due pugni Frankie Campbell (fratello del giocatore dei Brooklyn Dodgers Dolph Camilli) che non riprese mai più conoscenza. Dopo aver giaciuto per oltre un'ora al tappeto, Campbell fu trasportato in ambulanza al più vicino ospedale e morì, infine, per una grave emorragia cerebrale. L'autopsia rivelò che i colpi di Baer avevano fatto sì che il cervello di Campbell si staccasse dal cranio. Il caso Campbell vide Baer accusato di omicidio colposo. Anche se fu assolto da tutte le accuse, la Commissione per il pugilato dello Stato della California lo squalificò per un anno, vietandogli ogni attività pugilistica nello Stato. Secondo suo figlio, l'attore e regista Max Baer Jr., Baer piangeva spesso e aveva incubi riguardanti Frankie Campbell. Baer perse quattro dei suoi sei successivi incontri, ma devolse le borse degli incontri vinti alla famiglia di Campbell. 
Cominciò a riprendersi sotto la guida di Jack Dempsey. Sconfisse Walter Cobb e King Levinsky (due volte). Perse con Ernie Schaaf (primo incontro), dal basco Paulino Uzcudun e dall'ex campione mondiale dei pesi mediomassimi Tommy Loughran.
L'incidente con Campbell, però, gli aveva fatto guadagnare la reputazione di killer del ring. La sua fama fu confermata nel secondo incontro da lui sostenuto con Ernie Schaaf. Questi stava conducendo il match ma, alla fine della decima e ultima ripresa, Baer lo colpì con due diretti alla tempia sinistra, mandandolo al tappeto. Schaaf fu salvato dalla campanella finale ma passarono molti minuti prima che rinvenisse e potesse restare in piedi senza aiuto. Il verdetto ai punti fu a favore di Baer ma non fu unanime. L'incidente però ebbe conseguenze, perché da allora Schaaf soffrì spesso di emicrania e il suo rendimento sul ring non fu più lo stesso di prima. Sei mesi dopo, Schaaf morì dopo essere entrato in coma in seguito a un KO subito nell'incontro con l'italiano Primo Carnera. Sebbene alcuni avessero accusato Carnera di essere un assassino, molti diedero la colpa della morte di Schaaf ai danni subiti nell'incontro con Baer. Un'inchiesta promossa dopo il match avrebbe messo in luce che, già prima di salire sul ring con Carnera, Schaaf aveva subito danni irreversibili al cervello.
Le morti di Campbell e Schaaf influenzarono molto Max Baer, sebbene egli tentasse di mostrarsi invulnerabile e continuasse a vincere sul ring. L'8 giugno 1933, Baer combatté contro il tedesco Max Schmeling allo Yankee Stadium. L'avversario rappresentava un paese antiebraico governato dal partito nazista e poiché suo padre era ebreo, Baer ostentò suoi calzoncini una Stella di David ricamata e giurò che avrebbe indossato per sempre quel tipo di calzoncini. Si aggiudicò il match per knock-out tecnico alla decima ripresa. Con questa vittoria divenne molto popolare tra gli ebrei e tra coloro che si opponevano alle politiche razziali del nazismo. Il match fu riconosciuto Fight of the year per il 1933 e Baer ottenne il diritto a sfidare il campione del mondo Primo Carnera.

#### Campione del mondo
Max Baer divenne campione del mondo il 14 giugno 1934, quando sconfisse il campione in carica Primo Carnera, allora sfruttato dal regime fascista come strumento di propaganda. Anche in questo match, Baer combatté con la Stella di David sui calzoncini. Il pugile italiano rendeva allo sfidante almeno otto cm. in altezza, una decina in allungo e quasi 25 kg di peso (119,3 contro 94,8). L'incontro fu allestito al Madison Square Garden Bowl di New York, di fronte a 56 000 spettatori. 
L'andamento del match e, soprattutto, il numero degli atterramenti subiti da Carnera è di difficile decifrazione alla luce dei canoni della boxe attuale. Ciò in quanto l'arbitro non effettuò mai alcun conteggio e, all'epoca, non esisteva la regola di decretare automaticamente il ko tecnico dopo tre knockdown subiti nello stesso round. Inoltre, non sembra che sia stata sempre rispettata o applicata in modo corretto la regola di allontanare verso l'angolo neutrale l'autore degli atterramenti. Il giornalista Nat Fleischer ha contato tre atterramenti subiti da Carnera nel primo round e altrettanti al secondo. Dal filmato cinematografico, tuttavia, si evince che solo due volte l'arbitro abbia fermato l'incontro alla prima ripresa, indicando a Baer l'angolo neutrale; mentre al secondo round Carnera, nel cadere al tappeto, abbia in tutti i casi trascinato a terra con sé lo sfidante con i pugili, poi, immediatamente rialzatisi senza che l'arbitro abbia mai interrotto il match. L'episodio decisivo, comunque, si era già avuto dopo due minuti e dieci secondi circa dall'inizio del match, quando Baer aveva colpito il detentore del titolo con un terribile colpo in pieno volto, mandandolo al tappeto per la prima volta e in maniera indiscutibile. Nel cadere, Carnera si procurò una slogatura alla caviglia (che poi si rivelò essere una frattura) che lo condizionò per il prosieguo del match. Le riprese centrali, caratterizzate da atteggiamenti irrisori dello sfidante – prefiguranti gli analoghi atteggiamenti di Muhammad Ali negli anni sessanta e settanta – ebbero un andamento più equilibrato: lo stesso Fleischer attribuisce a Carnera ben tre riprese, fra la terza e l'ottava. Con il prosieguo dell'incontro, tuttavia, il Campione del Mondo cominciò a zoppicare sempre più vistosamente, tanto che subì un altro indiscusso knockdown alla nona ripresa, tre nella decima (di cui uno nell'imminenza del suono del gong) e due all'undicesima. Il pugile italiano riuscì sempre a rialzarsi ma, dopo due minuti e 16 secondi dall'inizio dell'11º round, l'arbitro non poté che constatare la sua impossibilità a proseguire e decretare Max Baer vincitore per ko tecnico e nuovo Campione mondiale dei pesi massimi. Dopo questo match, Max Baer andò a visitare Primo Carnera, fermo in convalescenza per due mesi con una gamba ingessata. 
Mantenne il titolo fino al 13 giugno 1935, quando fu sconfitto da James J. Braddock al "Madison" di New York, pur essendo dato come favorito dagli allibratori. Salì sul ring con un peso di 95,7 kg. contro gli 88 dello sfidante. Fu un duro scontro, combattuto quasi alla pari. Braddock sembrò cedere sul finale, ma restò in piedi e alla fine riuscì a vincere ai punti per decisione unanime (9-5; 7-7 con preferenza Braddock; 11-4). L'esito dell'incontro fu definito Sorpresa dell'anno dalla rivista Ring Magazine.

#### Ultimi incontri
Il 24 settembre 1935, allo Yankee Stadium di New York, Baer fu sconfitto per KO alla quarta ripresa dall'astro nascente Joe Louis, di fronte a 84.831 spettatori. Louis inflisse a Max Baer il primo KO della carriera. Il match fu riconosciuto Fight of the year per il 1935.
Questa dura sconfitta costituì il declino dell'ex campione del mondo. Incontrò tre volte Tommy Farr, subendo due sconfitte e ottenendo una sola vittoria. Quest'ultima, peraltro, fu riconosciuta come Sorpresa dell'anno 1938 dalla rivista Ring Magazine. Il 1º giugno 1939 a New York Baer combatté contro Lou Nova nel primo incontro dei pesi massimi con premio in denaro trasmesso in televisione. Perse per knock-out tecnico all'11º round. Dopo una vittoria contro Tony Galento, il suo ultimo incontro fu contro lo stesso Nova, nel 1941 e si concluse parimenti con una sconfitta prima del limite. 
Max Baer combatté in 84 incontri da professionista tra il 1929 e il 1941. Il suo record personale è di 72 vittorie (53 prima del limite), 12 sconfitte e nessun pareggio. La International Boxing Hall of Fame lo ha ammesso fra i più grandi pugili di ogni tempo. La rivista Ring Magazine lo ha classificato al 22º posto in un proprio elenco dei primi 100 picchiatori di ogni epoca e, nel 1998, lo ha collocato al 20º posto in una propria classifica dei migliori pesi massimi della storia del pugilato.

### Carriera cinematografica e televisiva

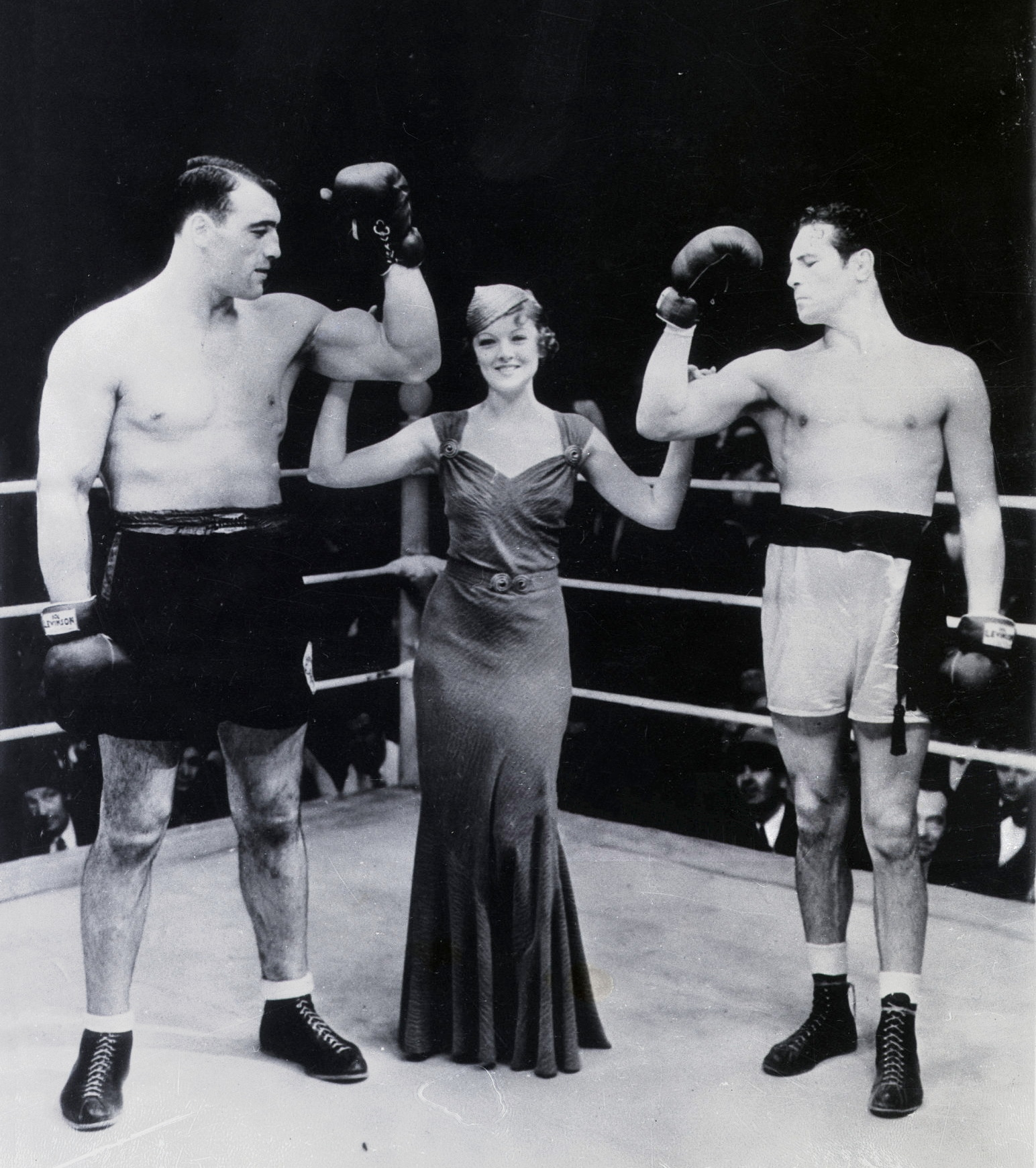
Da sinistraː Primo Carnera, Myrna Loy e Max Baer in una scena del film L'idolo delle donne

Il debutto di Baer in un film avvenne nel film L'idolo delle donne (1933), prodotto dalla MGM, in cui interpretava la parte di Steven "Steve" Morgan, un barista che il Professore, interpretato da Walter Huston, cerca di trasformare in pugile. Nel film, Steve vince un combattimento, dopodiché sposa Belle Mercer, interpretata da Myrna Loy. Inizia ad allenarsi seriamente, ma si trasforma anche in un presuntuoso donnaiolo. Nel film apparvero anche Primo Carnera nel ruolo di se stesso, che Steve affronta in un incontro, e Jack Dempsey, anch'egli nel ruolo di se stesso, che interpreta un arbitro.
Il 29 marzo 1934, il film fu ufficialmente bandito dalla Germania nazista su ordine di Joseph Goebbels, all'epoca ministro della propaganda e del divertimento pubblico, nonostante recensioni favorevoli dei giornali locali e anche di pubblicazioni filo-naziste.
Baer è apparso in circa venti film, incluso Africa strilla (1949) con Gianni e Pinotto, e anche in molte produzioni televisive. È apparso in una commedia del vaudeville e in un suo personale varietà. Ha recitato anche nell'ultimo film interpretato da Humphrey Bogart, Il colosso d'argilla (1956), con Mike Lane nel ruolo di Toro Moreno, personaggio ispirato a Primo Carnera.
Baer è stato anche un disc jockey per una emittente radiofonica di Sacramento, in California, e per un po' di tempo è stato un wrestler professionista. Nel 1957 combatté un match esibizione contro il cinquantunenne Primo Carnera - diventato una "stella" del wrestling - che fu dichiarato in pareggio. È stato anche direttore delle pubbliche relazioni per una rivendita di automobili di Sacramento e arbitro di incontri di pugilato e wrestling.

### Vita privata
Baer si è sposato due volte. Prima con l'attrice Dorothy Dunbar, sposata l'8 giugno 1931. Dopo il divorzio da quest'ultima (avvenuto nel 1933), sposò Mary Ellen Sullivan il 29 giugno del 1935. Questo matrimonio durò fino alla morte del pugile, avvenuta nel 1959. Ebbe tre figli dalla sua seconda moglie, l'attore Max Baer Jr. (nato nel 1937), James Baer (1941) e Maude Baer (1943). Nel periodo di separazione dalla sua prima moglie, Max Baer ebbe una relazione con l'attrice Jean Harlow. Baer non visse abbastanza per godersi il successo cinematografico e televisivo di suo figlio.

### La morte
Dopo aver arbitrato un incontro di pugilato a Phoenix, in Arizona, Baer tornò a Los Angeles al Roosevelt Hotel di Hollywood. La mattina dopo, radendosi, fu colpito da infarto del miocardio e chiamò un medico. Fu ricoverato in ospedale dove resistette per qualche tempo, ma alla fine morì il 21 novembre del 1959. In punto di morte rifiutò il battesimo ma accettò che le sue ceneri fossero tumulate in un colombario della St. Mary's Catholic Cemetery, a Sacramento.

## Riferimenti nella cultura di massa
Al cinema Baer è stato interpretato da Craig Bierko in Cinderella Man - Una ragione per lottare di Ron Howard e da Antonio Cupo nel film di Renzo Martinelli Carnera - The Walking Mountain.
Il film Cinderella Man (2005), del regista Ron Howard, racconta la storia del pugile James J. Braddock e dell'incontro che vide quest'ultimo diventare campione del mondo dei pesi massimi, incontro combattuto proprio contro Max Baer. La famiglia di Baer, in primo luogo nella persona di suo figlio Max Baer Jr., ha sempre criticato l'immagine di "cattivo" che il film attribuisce a Baer, sia riguardo alla morte di Frankie Campbell, sia con riferimento all'atteggiamento di Baer sul ring.
Baer appare in un altro film sulla boxe: Carnera - The Walking Mountain del 2008 per la regia di Renzo Martinelli e interpretato da Antonio Cupo. In questo film Baer conquista il titolo mondiale contro il pugile italiano Primo Carnera (lo stesso titolo mondiale che avrebbe conteso un anno dopo a Braddock). Qui la figura di Baer è molto diversa rispetto a quella del Baer del film del 2005 di Ron Howard, poiché appare come un pugile arrogante e provocatore e decisamente meno violento, anche se in una scena del film viene detto dall'allenatore di Carnera che Baer avrebbe "rovinato" in un match Schaaf, il pugile poi affrontato da Carnera.
C'è un parco intitolato a Max Baer a Livermore, in California, considerata la sua
città natale. Anche Sacramento gli ha intitolato un parco pubblico.

## Filmografia parziale

### Cinema
- L'idolo delle donne (The Prizefighter and the Lady), regia di W. S. Van Dyke e (non accreditato) Howard Hawks (1933)
- Africa strilla (Africa Screams), regia di Charles Barton (1949)
- Skipalong Rosenbloom, regia di Sam Newfield (1951)
- Il colosso d'argilla (The Harder They Fall), regia di Mark Robson (1956)

### Televisione
- Gianni e Pinotto (The Abbott and Costello Show) – serie TV, episodio 2x06 (1953)
- Playhouse 90 – serie TV, episodio 1x02 (1957)
- Il cavaliere solitario (The Lone Ranger) – serie TV, episodio 5x21 (1957)
- It's a Man's World – serie TV, episodio 1x05 (1962)

## Doppiatori italiani
- Roldano Lupi in Africa strilla
- Cesare Polacco in Il colosso d'argilla